# Cal Roig (Ulldemolins)
Cal Roig és una obra d'Ulldemolins (Priorat) inclosa a l'Inventari del Patrimoni Arquitectònic de Catalunya.

## Descripció
Es tracta d'un edifici de planta baixa, pis i golfes que fa cantonada al pla de l'Església amb el carrer de la Saltadora, per on té l'entrada principal. La façana que dona al pla de l'Església reposa sobre dues arcades cegades de mig punt d'origen anterior al global de la finca. Al carrer de la Saltadora es troba l'entrada, de pedra amb arc rebaixat on consta dins una motllura la data de 1727.

## Història
Segurament l'edifici actual fou bastit el segle xviii sobre una edificació anterior, de la qual han quedat les arcades que s'obriren a la plaça.